# フリッツ・キューン
フリッツ・キューン（独: Fritz Kühn、1910年4月29日 - 1967年7月31日）は、ドイツの写真家、金属工芸家、彫刻家、作家。

## 経歴

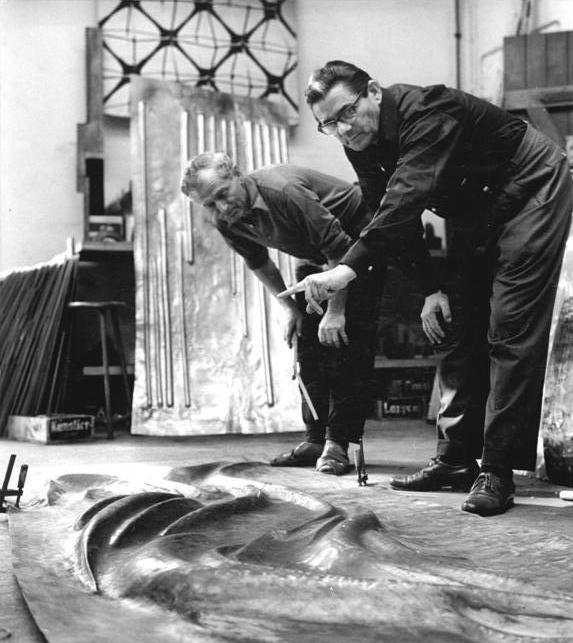
ベルリン喜歌劇場の正面玄関の制作工程について同僚にアドバイスするフリッツ・キューン, 1966年

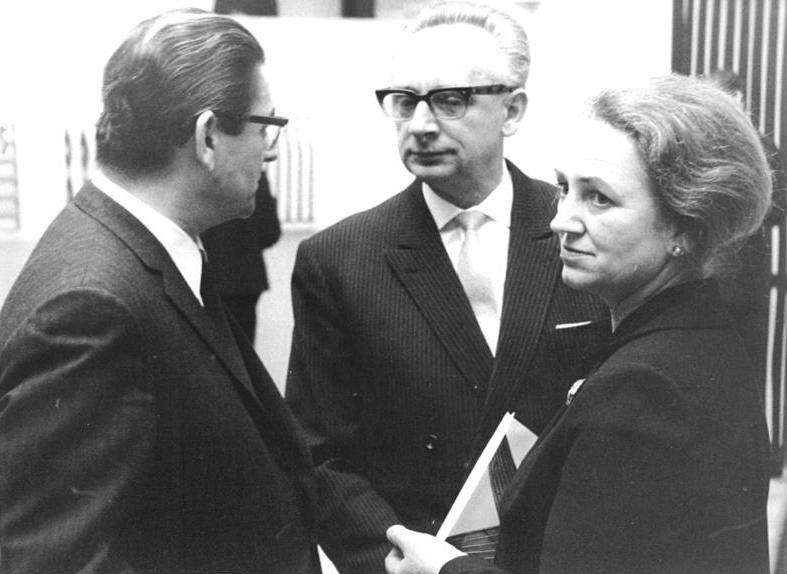
フリッツ・キューンと妻とドルトムント市長ディートリヒ・コイニンク, 1966年

金属工芸家アルトゥル・キューンの息子として生まれる。1924年に道具・工具の教育修了。この頃から写真活動を始める。1926年に父アルトゥルがベルリン・ヴァイセンゼーで鍛冶工房を開業。キューンは、企業家カール・シュミット（Karl Schmidt）と知り合いになり、独立のための支援を受ける。1937年にキューンは、マイスター資格試験を受け、アトリエをベルリン・ボーンスドルフに開く。1938年にキューンは、初の芸術専門書「鉄の鍛造（Geschmiedetes Eisen）」をヴァスムス出版（Wasmuth-Verlag）から出版。キューンは結婚し、1942年に息子アヒムを授かる。
第二次世界大戦終結後、爆撃で破壊されたボーンスドルフのアトリエ工房を仕事仲間の助けを借りて再建し、ベルリンの重要な建築物の再建に従事する。彼は自分のアトリエ工房で再び弟子に教えはじめると同時に、当時のベルリン武器庫の手すり、および国立歌劇場の柵を制作。
1947年、初の写真作品「フリッツ・キューンの10年間の金属工芸（10 Jahre Kunstschmiede Fritz Kühn）」を出版。その中で彼の鉄へのこだわりが表現された。注目すべきことは、鉄作品の表面を特殊に扱う方法がなされているということである。専門家たちは、この点をイヴ・クラインのタシスムや、エミール・シューマッハーの形のない抽象的な絵画と比べている。彼の芸術作品は急速に世界で有名になる。この作品に対しては、映画会社デーファは、キューンと共同で「生き生きとした鉄（Lebendiges Eisen）」という映画を撮影している。

## 評価
- 1954年、フリッツ・キューンは、建築物に付随する装飾領域での戦後の芸術活動が評価され、東ドイツ国家功労賞（ドイツ語版）を受賞。
- 1964年、東ドイツ文化省（ドイツ語版）は、フリッツ・キューンを教授に任命。1958年のブリュッセル万博と1966年のモントリオール万博に参加。1969年にルーブル美術館で追悼展覧会が開催される。死後は、息子のアヒム・キューン（ドイツ語版）が、アトリエ工房を引き続き運営。
- 1983年、東ドイツ政府は、フリッツ・キューンの生涯作品を国宝に指定。しかし古典的なモダニズムに志向した彼の写真作品は、東ドイツでの名声にもかかわらず、1956年以後、展示されることはなかった[2]。
- 1999年、ベルリン・ボーンスドルフ（ドイツ語版）のある道がフリッツ・キューン通りと名付けられる。
- 2004年、社団法人フリッツ・キューン（Fritz-Kühn-Gesellschaft e.V.）が設立。膨大な遺作がアトリエ工房の敷地にある美術館で保存される予定である。金銭的な問題で、まだ完成していない。進捗状況としては、入場料を建設資金に当てる特別コンサートが開催され、またトレプトウ＝ケーペニック区の区役所と、文化科学者、美術館用務員の了承も受けている[3]。学生の卒業制作として、ツヴィッカウ大学が2006年に[4]、ベルリン専門大学建築科が2008年に、この美術館の設計書を制作した[5]。
- 2008年にベルリン・ボーンスドルフにあるリンデン高校が、フリッツ・キューン高校に改名された。
- 2010年5月にギャラリー「Alte Schule Adlershof」でフリッツ・キューンの作品提示が行われた[1]。

## 主な作品

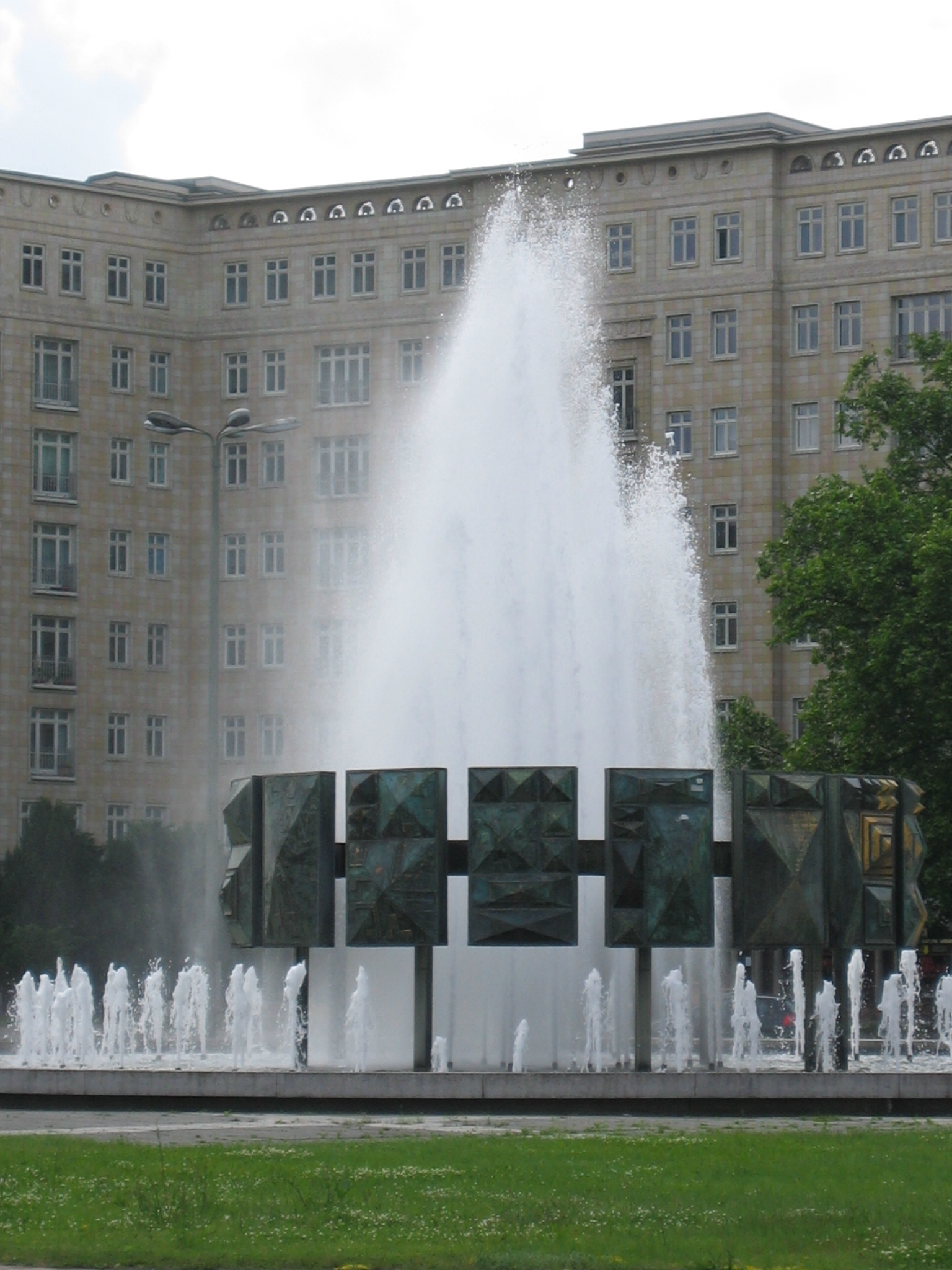
ストラウスベルガー広場（Strausberger Platz）の噴水

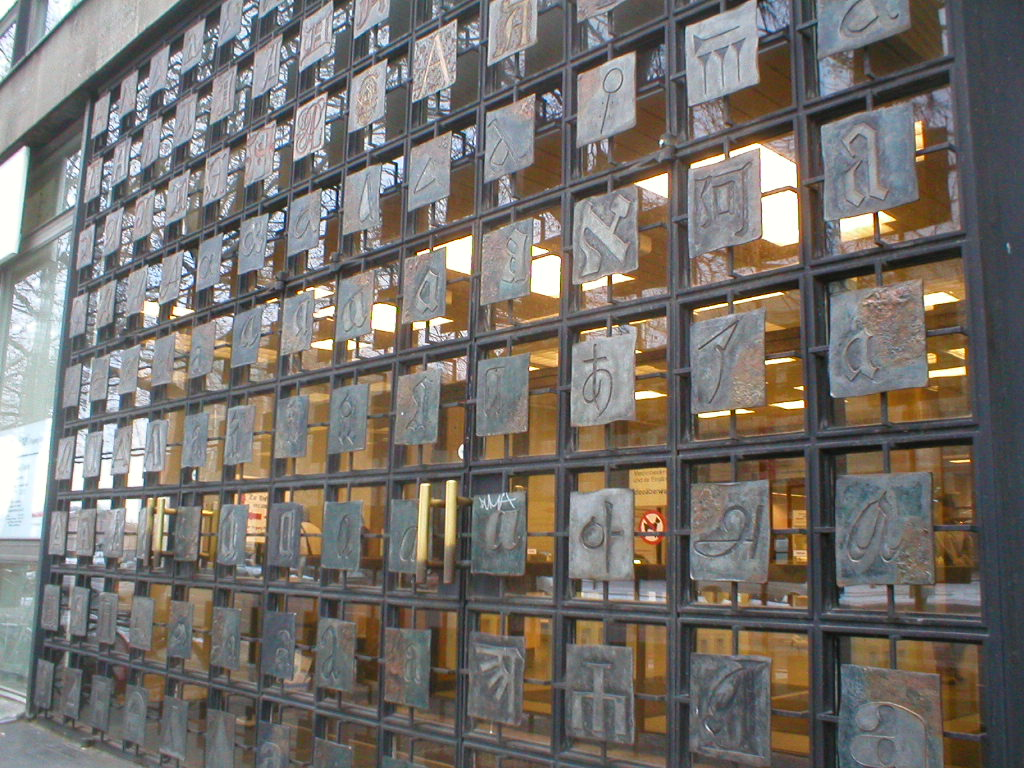
「Aカーペット（A-Teppich）」

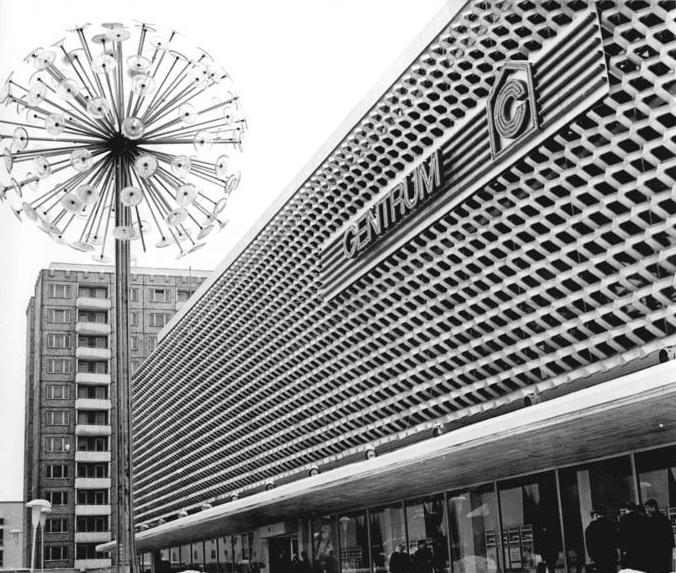
ズールにある デパート・センターのファサード, 1999年

- 1952–1954: geschmiedete Leuchter und Treppengitter für das Berliner Zeughaus. Je Leuchter: Höhe mit Aufhängung 3 Meter, Durchmesser 1,70 Meter, Gewicht ca. 200 kg.[6]
- 1955: Wandplastik am Deutschen Theater Berlin
- 1958: Siemens-Gedenkwand in Berlin-Siemensstadt, Entwurf Bernhard Heiliger
- 1958: eine Gitterskulptur, die aus einer Röntgenaufnahme des menschlichen Brustkorbs abstrahiert ist; ausgestellt bei der Weltausstellung in Brüssel im bundesdeutschen Pavillon[1]
- 1958: Bekrönung für den Turm der Gedenkstätte Buchenwald
- 1961: Altarkreuz und Leuchter der Gethsemanekirche[7],
- 1964: Brüstungsgitter und Standleuchter in der Sankt-Hedwigs-Kathedrale in Berlin
- 1964: Fischbrunnen in Magdeburg
- 1965: A-Portal der Berliner Stadtbibliothek, 4,00 × 6,00 m, Buchstabe „A“ in 117 Varianten in neun Reihen übereinander
- 1965: Brunnen im Innenhof des Café Moskau, 2,50 m hoch
- 1965: Wandgestaltung im alten Ratssaal des Hagener Rathauses, 5,60 × 22,40 m (heute eingelagert).
- 1966: Kupferverkleidung und 3 Eingangstüren für die Komische Oper Berlin, à 2,50 × 2,00 m sowie[8]
- 1966: Wandrelief Lindenblätterwald an der ehemaligen Polnischen Botschaft, Unter den Linden 72–74, 3,70 × 10,50 m
- 1967: Schwebender Ring des Brunnens auf dem Strausberger Platz, Höhe 5,00 m, bestehend aus getriebenen Kupferplatten in Diamantquaderung
- 1967: Metallfassade für das Centrum Warenhaus in Suhl (Entwurf; im Oktober 2006 Abriss der Fassade und Umbau zu einem Einkaufszentrum); einige Teile waren als Exponat für das Museum vorgesehen, wurden jedoch während der Bauarbeiten aus dem Lagerraum gestohlen.[9]
- 1968: Kupferreliefarbeit über die Entwicklung des mathematischen und technischen Denkens am Haus der Statistik am Alexanderplatz in Berlin (Entwurf 1967), Ausführung von seinem Sohn Achim Kühn

## 主な出版物
- Sehen und Gestalten. Natur und Menschenwerk, Leipzig 1951.
- Gottes harte Herrlichkeit. Evangelische Verlagsanstalt, Berlin 1966.
- Geschmiedetes Gerät. 4. Aufl. Wasmuth, Tübingen, ISBN 3-8030-5017-0.
- Eisen und Stahl – Werkstattbuch der Schmiedekunst. Augustus-Verlag, Augsburg 1989. ISBN 3-8043-2715-X.